# Idra (costellazione)
L'Idra (in latino Hydra, abbreviazione Hya) è la più estesa delle 88 moderne costellazioni, ed era anche una delle 48 costellazioni elencate da Tolomeo; con un'estensione di ben 1303 gradi quadrati copre da sola il 3,16% della volta celeste. Non va confusa con l'Idra Maschio (Hydrus), che ha un nome molto simile.
Nonostante le sue dimensioni, la bassa luminosità delle sue stelle non ne facilita l'individuazione.

## Caratteristiche

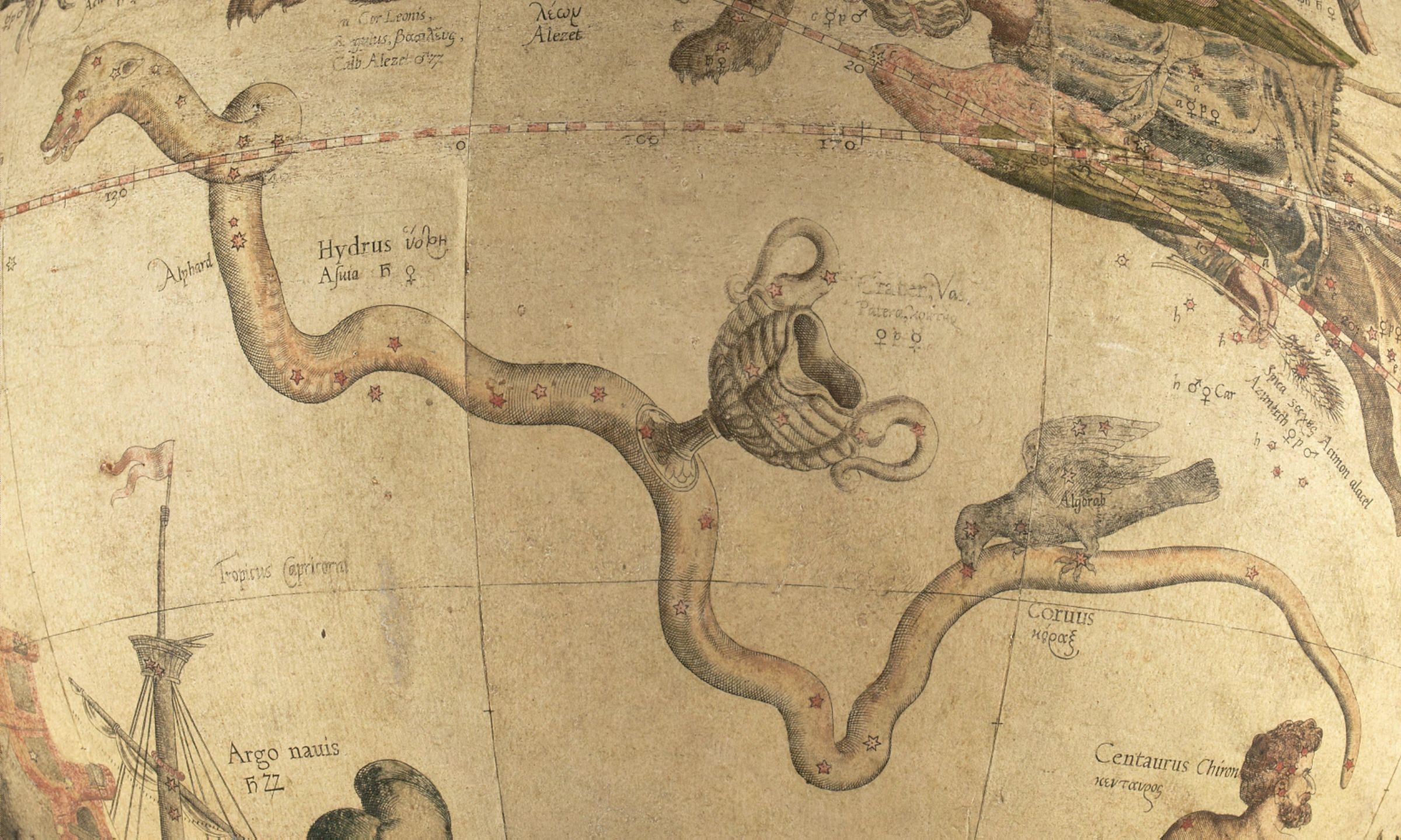
L'Idra rappresentata dal Mercatore.

La costellazione si snoda parallelamente alla scia della Via Lattea, ma sempre ad una ventina di gradi di distanza media da essa; nonostante la sua grandezza, contiene solo una stella ragionevolmente luminosa (Alphard, α Hydrae), visibile con facilità in una zona priva di stelle luminose una ventina di gradi a sud di Regolo, nel Leone; gran parte della costellazione infatti giace in aree buie, prive di stelle di una certa entità.
Il gruppo di stelle che rappresentano la testa è la parte più facilmente riconoscibile e si individua a sud del Cancro; si tratta di una concentrazione di sei stelle di magnitudine 3 e 4 molto vicine fra loro e formanti una sorta di pentagono deformato. Da questo gruppo è possibile seguire un vago allineamento di deboli stelle che dopo aver superato Alphard (il cuore dell'Idra) conducono prima alla λ Hydrae e poi alla ν Hydrae, entrambe di magnitudine 3. La figura prosegue quindi decisamente verso sud, fino a raggiungere la debole ma isolata ξ Hydrae, a sud del Cratere, per poi incunearsi fra la Vergine e il Corvo, a nord, e il Centauro, a sud; la coda termina infine in prossimità della Bilancia, dopo essersi distesa a sud delle costellazioni zodiacali di Leone e Vergine.
Il periodo più adatto alla sua osservazione nel cielo serale ricade fra i mesi di marzo e giugno, ossia quando è visibile per intero; essendo inoltre una costellazione contenuta quasi interamente nell'emisfero australe, alle latitudini settentrionali si presenta sempre piuttosto bassa sull'orizzonte. Dall'emisfero sud la sua visibilità è leggermente maggiore, ma permane la limitazione nel poterla osservare per intero, a causa della sua estensione specialmente in ascensione retta.

### Stelle principali
- α Hydrae (Alphard), è una gigante arancione di magnitudine 1,99, a 177 anni luce di distanza. Il nome Alphard deriva dall'arabo e significa la solitaria. Il nome le si addice in quanto è l'unica stella dell'intera costellazione più luminosa della terza grandezza, nonché l'unica stella effettivamente brillante in quell'area di cielo.
- γ Hydrae (Dhanab al Shuja) è una stella gialla di magnitudine 2,99, visibile a sud della Vergine; dista da noi 132 anni luce.
- ζ Hydrae (Hydrobius) è una stella gialla di magnitudine 3,11, distante 151 anni luce; fa parte del gruppo di stelle della "Testa", a sud del Cancro.
- ν Hydrae (Sherasiph) è una stella arancione di magnitudine 3,11, distante 138 anni luce; si individua molto vicino alla figura del Cratere.

R Hydrae è una gigante rossa variabile di tipo Mira che oscilla tra le magnitudini 3 e 11 in 13 mesi circa.
U Hydrae è una gigante rossa variabile la cui luminosità varia tra le magnitudini 3 e 6 con scarsa regolarità, a seconda delle pulsazioni radiali della stella. Si trova a 530 anni luce da noi.
2M1207 è una nana bruna intorno alla quale è stato osservato per la prima volta un pianeta extrasolare dalla terra, 2M1207b.

### Stelle doppie
L'Idra ospita un gran numero di stelle doppie molto semplici da risolvere, grazie anche alle sue estese dimensioni.
- 27 Hydrae è un interessante sistema multiplo: le due componenti primarie sono di quinta e settima magnitudine e sono ben risolvibili anche con un semplice binocolo di piccole dimensioni, grazie alla loro separazione di quasi 4 primi d'arco; la componente secondaria inoltre è a sua volta una doppia, con componenti di settima e nona grandezza separate da 9,6".
- Un'altra coppia facile è formata dalle due stelle HD 101666 e HD 101665; la primaria è di magnitudine 5,2 e la secondaria è di ottava, mentre la separazione è di oltre 1'.
- HD 93526 è un'altra doppia risolvibile con piccoli strumenti: la componente primaria è di quinta magnitudine ed è separata dalla secondaria, di settima, da oltre 1'.
- N Hydrae, nota talvolta anche come 17 Crateris, è una coppia più stretta delle precedenti, ma le sue componenti sono di quarta e quinta magnitudine.
- HD 87330 è una stella bianca di magnitudine 6,2, accompagnata da un astro di settima grandezza (HD 87344) a 21".
- ε Hydrae è una stella doppia risolvibile con un telescopio di media apertura; le due vicine componenti, di magnitudine 3,4 e 7,8, possiedono un periodo orbitale di circa 900 anni. Si trovano a circa 135 anni luce dal Sole.

| Principali stelle doppie |                                          |                                          |             |             |                                 |        |
| Nome                     | Coordinate equatoriali all'epoca J2000.0 | Coordinate equatoriali all'epoca J2000.0 | Magnitudine | Magnitudine | Separazione (in secondi d'arco) | Colore |
| Nome                     | AR                                       | Dec                                      | A           | B           | Separazione (in secondi d'arco) | Colore |
| ε Hydrae AB-C            | 08h 46m 47s                              | +06° 25′ 08″                             | 3,38        | 7,8         | 3,0                             | g + g  |
| 17 Hydrae                | 08h 55m 30s                              | -07° 58′ 16″                             | 6,67        | 6,91        | 4,1                             | b + b  |
| 27 Hydrae A-BC           | 09h 20m 30s                              | -09° 33′ 20″                             | 4,97        | 6,87        | 229                             | ar + g |
| 27 Hydrae BC             | 09h 20m 30s                              | -09° 33′ 20″                             | 6,9         | 9,0         | 9,6                             | g + ar |
| HD 87330/44              | 10h 04m 03s                              | -18° 06′ 05″                             | 6,2         | 7,1         | 21,2                            | b + b  |
| HD 93526                 | 10h 47m 38s                              | -15° 15′ 43″                             | 5,4         | 7,6         | 74,7                            | b + b  |
| N Hydrae                 | 11h 32m 17s                              | -29° 15′ 41″                             | 4,93        | 5,64        | 9,3                             | g + g  |
| HD 100893                | 11h 36m 35s                              | -33° 34′ 12″                             | 5,9         | 8,1         | 3,3                             | ar + g |
| HD 101666/5              | 11h 41m 44s                              | -32° 29′ 58″                             | 5,20        | 8,28        | 65                              | ar + g |
| HD 118349                | 13h 36m 49s                              | -26° 29′ 43″                             | 6,1         | 7,1         | 10,1                            | ar + g |
| 54 Hydrae                | 14h 46m 00s                              | -25° 26′ 35″                             | 5,1         | 7,1         | 8,5                             | g + g  |

### Stelle variabili
Alcune delle stelle variabili della costellazione sono molto luminose e facili da osservare; altre sono invece particolarmente note.
La più nota è la R Hydrae, una Mireide fra le più luminose della volta celeste; fu la terza di questa classe di variabili ad essere scoperta, nel 1704. In fase di massima la sua luminosità è quasi paragonabile alla vicina γ Hydrae, con la quale fa coppia a sud della brillante stella Spica (α Virginis), mentre in fase di minima è al di sotto della portata di un binocolo. Un'altra Mireide, molto meno brillante, è la T Hydrae, che oscilla fra le magnitudini 6,7 e 13,5.
Fra le semiregolari, una delle più famose è la W Hydrae: la sua luminosità in fase di massima è pari solo a 6,9, ma la sua notorietà deriva dal fatto di trovarsi in uno stadio di variabilità che probabilmente si interpone fra quello delle variabili semiregolari e quello delle Mireidi. Un'altra semiregolare molto nota è la U Hydrae, le cui oscillazioni sono apprezzabili con facilità anche ad occhio nudo nell'arco di oltre un anno; si tratta di una stella al carbonio, che emette la gran parte della sua lune nella banda dell'infrarosso.
Fra le variabili a eclisse, la più brillante è la χ2 Hydrae, anche se le sue oscillazioni sono comprese entro pochi decimi di magnitudine; la KW Hydrae possiede invece delle oscillazioni leggermente maggiori, ma è invisibile ad occhio nudo.
| Principali stelle variabili |                                          |                                          |             |             |                  |                                   |
| Nome                        | Coordinate equatoriali all'epoca J2000.0 | Coordinate equatoriali all'epoca J2000.0 | Magnitudine | Magnitudine | Periodo (giorni) | Tipo                              |
| Nome                        | AR                                       | Dec                                      | Max.        | Min.        | Periodo (giorni) | Tipo                              |
| R Hydrae                    | 13h 29m 43s                              | -23° 16′ 53″                             | 3,5         | 10,9        | 388,87           | Mireide                           |
| S Hydrae                    | 08h 53m 34s                              | +03° 04′ 06″                             | 7,2         | 13,3        | 256,63           | Mireide                           |
| T Hydrae                    | 08h 55m 40s                              | -09° 08′ 29″                             | 6,7         | 13,48       | 298,7            | Mireide                           |
| U Hydrae                    | 10h 37m 33s                              | -13° 23′ 04″                             | 4,7         | 6,2         | 450:             | Semiregolare (Stella al carbonio) |
| W Hydrae                    | 13h 49m 02s                              | -28° 22′ 03″                             | 6,9         | 9,0         | 382,2            | Semiregolare pulsante             |
| X Hydrae                    | 09h 35m 30s                              | -14° 41′ 29″                             | 7,2         | 13,6        | 301,10           | Mireide                           |
| Y Hydrae                    | 09h 51m 04s                              | -23° 01′ 02″                             | 6,9         | 9,0         | 302,8            | Semiregolare (Stella al carbonio) |
| RT Hydrae                   | 08h 29m 41s                              | -06° 19′ 08″                             | 7,0         | 10,2        | 253:             | Semiregolare                      |
| AK Hydrae                   | 08h 39m 54s                              | -17° 18′ 11″                             | 6,33        | 6,91        | 112:             | Semiregolare pulsante             |
| II Hydrae                   | 11h 48m 45s                              | -26° 54′ 49″                             | 4,85        | 5,12        | -                | Semiregolare                      |
| IN Hydrae                   | 09h 20m 37s                              | +00° 10′ 54″                             | 6,27        | 6,87        | 65:              | Semiregolare                      |
| IO Hydrae                   | 10h 07m 32s                              | -22° 29′ 23″                             | 6,87        | 7,02        | 80:              | Semiregolare                      |
| IQ Hydrae                   | 09h 13m 32s                              | -23° 23′ 31″                             | 5,0         | 6,2         | -                | Irregolare (Stella al carbonio)   |
| KW Hydrae                   | 09h 12m 26s                              | -07° 06′ 35″                             | 6,11        | 6,58        | 7,75             | Eclisse                           |
| χ2 Hydrae                   | 11h 05m 58s                              | -27° 17′ 16″                             | 5,65        | 5,94        | 2,2677           | Eclisse                           |

## Oggetti del profondo cielo

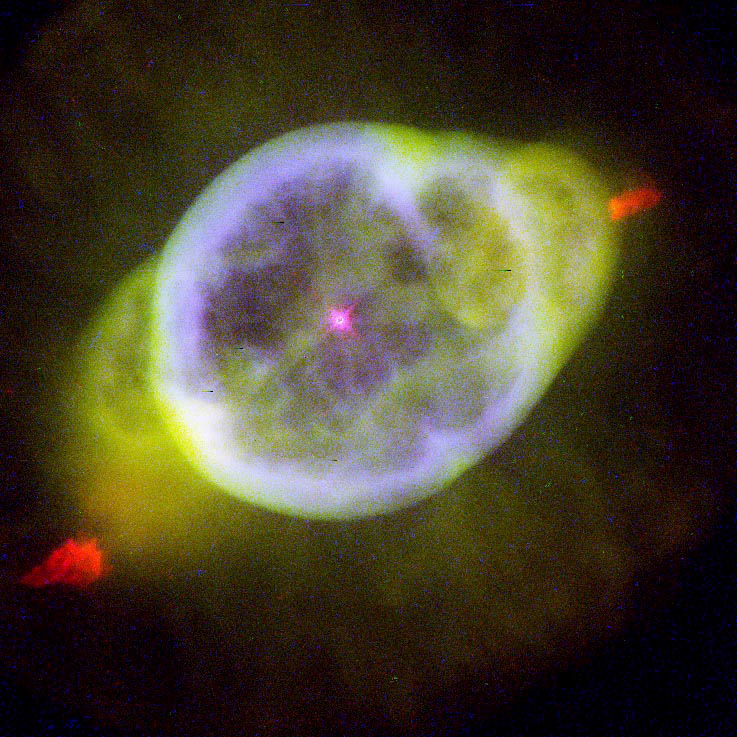
La nebulosa planetaria NGC 3242, nota anche come "Il fantasma di Giove".

La costellazione si trova in un'area priva di oggetti di una certa importanza; gli oggetti brillanti sono pochi e molto distanti fra di loro.
Tra gli ammassi aperti si nota M48; è situato nell'estremità occidentale a ridosso del confine con l'Unicorno, in una zona di cielo povera di stelle luminose e resa ulteriormente oscura dalla presenza, alcune decine di gradi più a ovest, del brillantissimo asterismo del Triangolo Invernale. M48 è appena visibile ad occhio nudo in condizioni di cielo terso e cristallino, ma è facile da identificare con un binocolo o un telescopio a largo campo; appare più esteso della Luna piena, e si trova a circa 1500 anni luce dal Sole.
Tra gli ammassi globulari, l'unico alla portata di un piccolo strumento è M68, pochi gradi a sud delle stelle del Corvo; distante 33.000 anni luce, appare poco concentrato ed è parzialmente risolto anche attraverso telescopi da 150mm di apertura.
NGC 3242 è una nebulosa planetaria fra le più luminose del cielo ed è visibile in un piccolo telescopio sotto forma di un disco bluastro simile a un pianeta; da questa caratteristica deriva il suo soprannome Fantasma di Giove.
Tra le galassie, spicca M83, una galassia a spirale molto luminosa che ci appare di fronte, cosicché i bracci sono ben visibili al telescopio o in fotografia. Se osservata in un piccolo telescopio appare come una macchiolina tondeggiante. Numerose altre galassie sono osservabili nella zona stretta fra Vergine e Centauro.
| Principali oggetti non stellari |                                          |                                          |                     |             |                                        |                            |
| Nome                            | Coordinate equatoriali all'epoca J2000.0 | Coordinate equatoriali all'epoca J2000.0 | Tipo                | Magnitudine | Dimensioni apparenti (in primi d'arco) | Nome proprio               |
| Nome                            | AR                                       | Dec                                      | Tipo                | Magnitudine | Dimensioni apparenti (in primi d'arco) | Nome proprio               |
| M48                             | 08h 13m 42s                              | -05° 45′ :                               | Ammasso aperto      | 5,5         | 54                                     |                            |
| NGC 2784                        | 09h 12m 19s                              | -24° 10′ 18″                             | Galassia            | 10,3        | 5,5 x 2,2                              |                            |
| NGC 2835                        | 09h 17m 53s                              | -22° 21′ 17″                             | Galassia            | 10,6        | 6,6 x 4,4                              |                            |
| NGC 2986                        | 09h 44m 16s                              | -21° 16′ 45″                             | Galassia            | 10,9        | 3,2 x 2,8                              |                            |
| NGC 3109                        | 10h 03m 07s                              | -26° 09′ 31″                             | Galassia            | 9,9         | 19,1 x 3,7                             |                            |
| NGC 3242                        | 10h 24m 46s                              | -18° 38′ 33″                             | Nebulosa planetaria | 8,6         | 0,7 x 0,6                              | Fantasma di Giove          |
| NGC 3464                        | 10h 54m 40s                              | -21° 04′ 00″                             | Galassia            | 12,48       | 2,6 x 1,7                              |                            |
| NGC 3585                        | 11h 13m 17s                              | -26° 45′ 18″                             | Galassia            | 10,2        | 4,7 x 2,6                              |                            |
| NGC 3621                        | 11h 18m 17s                              | -32° 48′ 50″                             | Galassia            | 9,2         | 12,2 x 7,1                             |                            |
| NGC 3904                        | 11h 49m 13s                              | -29° 16′ 35″                             | Galassia            | 11,0        | 2,7 x 1,9                              |                            |
| NGC 3923                        | 11h 51m 02s                              | -28° 48′ 21″                             | Galassia            | 10,0        | 5,9 x 3,9                              |                            |
| NGC 4105                        | 12h 06m 41s                              | -29° 45′ 38″                             | Galassia            | 10,7        | 2,7 x 2,0                              |                            |
| M68                             | 12h 39m 28s                              | -26° 44′ 35″                             | Ammasso globulare   | 7,8         | 12                                     |                            |
| NGC 5061                        | 13h 18m 05s                              | -26° 50′ 16″                             | Galassia            | 10,5        | 3,5 x 3,0                              |                            |
| NGC 5101                        | 13h 21m 46s                              | -25° 27′ 47″                             | Galassia            | 10,6        | 5,4 x 4,6                              |                            |
| M83                             | 13h 37m 01s                              | -29° 51′ 57″                             | Galassia            | 8,2         | 12,9 x 11,5                            | Galassia Girandola del Sud |
| NGC 5694                        | 14h 39m 37s                              | -26° 32′ 18″                             | Ammasso globulare   | 10,2        | 3,6                                    |                            |

## Sistemi planetari

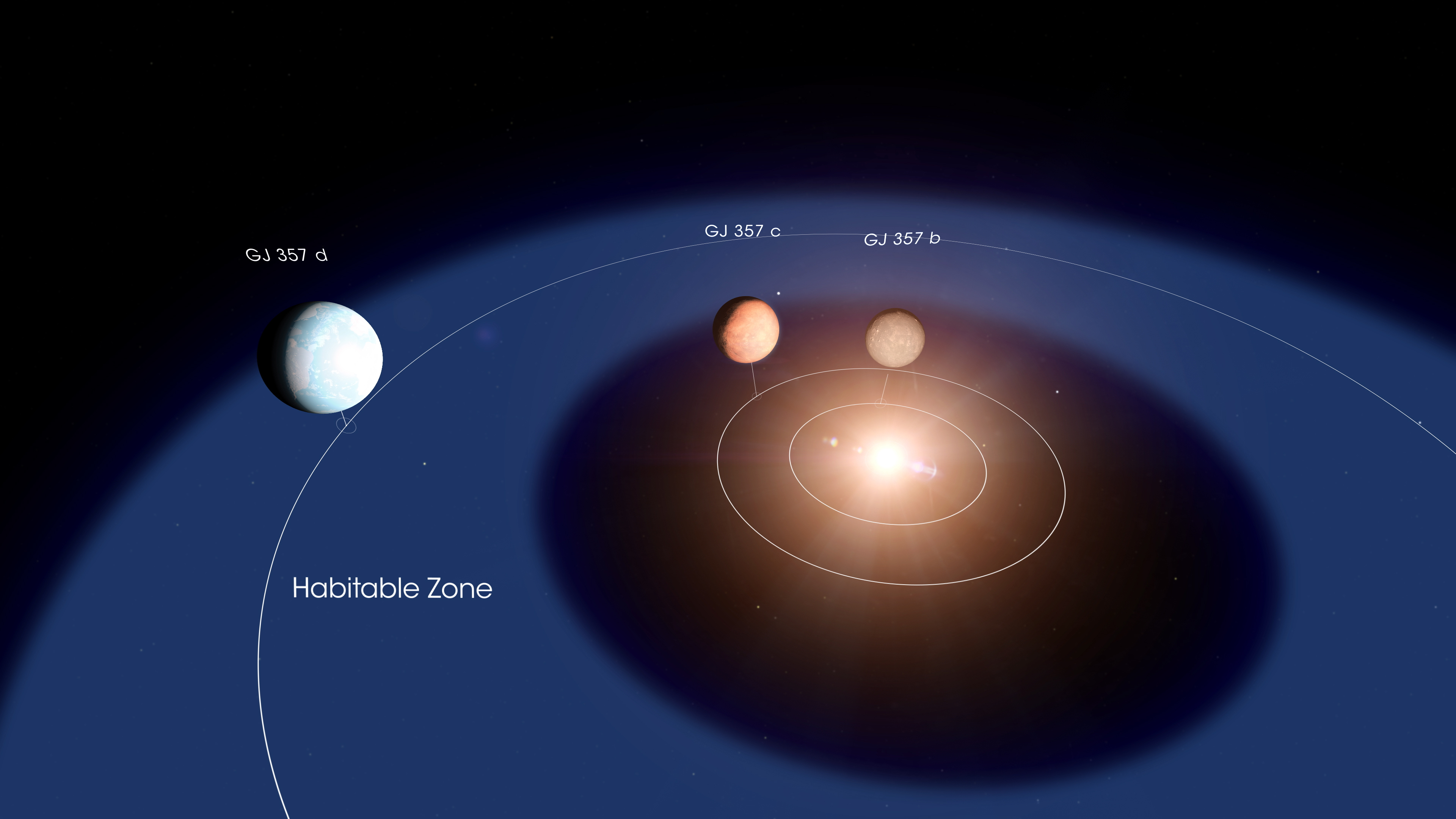
Rappresentazione artistica del sistema planetario della stella Gliese 357, con un pianeta terrestre e due super Terre, una delle quali nella zona abitabile del sistema.

Nell'Idra sono noti alcuni sistemi planetari, alcuni dei quali comprendono più pianeti conosciuti. Uno dei più significativi, al 2019, è stato scoperto a 30,8 anni luce dalla Terra, attorno alla nana rossa Gliese 357, con un pianeta terrestre transiente e due super Terre, una delle quali potrebbe trovarsi nella zona abitabile del sistema. Un secondo sistema piuttosto ricco è quello di HD 82943, che conta tre giganti gassosi disposti su orbite comprese fra 0,75 e 2,15 UA.
Ci sono poi alcuni sistemi per i quali è nota con certezza la presenza di almeno due pianeti. Tra questi, il sistema della nana rossa Gliese 433, cui orbitano attorno una super Terra o mininettuno a 0,05 UA e un gigante gassono a 3,6 UA dalla stella, e i sistemi delle nane gialle HD 74156, che conta due giganti gassosi, e HD 96700, che conta due pianeti nettuniani caldi. Infine, tra i numerosi pianeti gassosi scoperti, si segnala la presenza, ancora non confermata, di un pianeta attorno a TW Hydrae, una stella T Tauri.
| Sistemi planetari |                                          |                                          |             |                   |                              |
| Nome del sistema  | Coordinate equatoriali all'epoca J2000.0 | Coordinate equatoriali all'epoca J2000.0 | Magnitudine | Tipo di stella    | Numero di pianeti confermati |
| Nome del sistema  | AR                                       | Dec                                      | Magnitudine | Tipo di stella    | Numero di pianeti confermati |
| HD 70573          | 08h 22m 50s                              | +01° 51′ 34″                             | 8,70        | Nana gialla       | 1 (b)                        |
| HD 72659          | 08h 34m 03s                              | -01° 34′ 06″                             | 7,48        | Nana gialla       | 1 (b)                        |
| HD 74156          | 08h 42m 25s                              | +04° 34′ 41″                             | 7,62        | Nana gialla       | 2 (b - c)                    |
| HD 82943          | 09h 34m 51s                              | -12° 07′ 46″                             | 6,54        | Nana gialla       | 3 (b - c - d)                |
| HD 86226          | 09h 56m 30s                              | -24° 05′ 58″                             | 7,93        | Nana gialla       | 1 (b)                        |
| HD 86264          | 09h 56m 58s                              | -15° 53′ 42″                             | 7,42        | Nana gialla       | 1 (b)                        |
| TW Hydrae         | 11h 01m 52s                              | -34° 42′ 17″                             | 11,1        | Stella T Tauri    | 1 (b)                        |
| Gliese 357        | 09h 36m 01s                              | -21° 39′ 38″                             | 10,9        | Nana rossa        | 3 (b - c - d)                |
| Gliese 433        | 11h 35m 27s                              | -32° 32′ 24″                             | 9,79        | Nana rossa        | 3 (b - c - d)                |
| HD 122430         | 14h 02m 23s                              | -27° 25′ 47″                             | 5,47        | Gigante arancione | 1 (b)                        |

## Mitologia

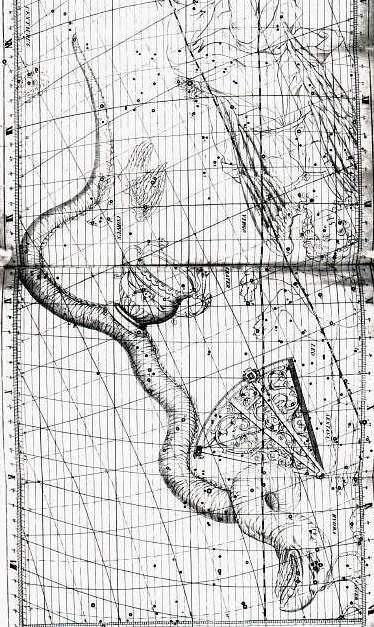
L'Idra Femmina serpeggia fra le pagine dellAtlas Coelestis di John Flamsteed. Alle sue spalle ci sono il Corvo e il Cratere, che fanno parte del suo stesso mito.

L'Idra Femmina è la più grande delle ottantotto costellazioni, e si snoda per un quarto di cielo. Ha la testa a sud della costellazione del Cancro, mentre la punta della coda si trova fra la Bilancia e il Centauro. Però, nonostante le sue dimensioni, non ha nulla di notevole. L'unica stella degna di nota è di II grandezza, Alphard, un termine di origine araba, al-fard, che significa «la solitaria».
L'idra compare in due leggende. La prima e la più nota è quella in cui si racconta dell'Idra Femmina come della creatura che Eracle combatté e uccise nella seconda delle sue famose fatiche. L'Idra Femmina, una bestia dalle molte teste, era figlia del mostro Tefeo e di Echidna, una creatura metà donna e metà serpente. Era quindi consanguinea del dragone posto a guardia delle mele d'oro e ricordato nella costellazione del Dragone. Si ritiene che le teste dell'Idra fossero nove, e che quella posta in mezzo fosse immortale. (In cielo, tuttavia, è raffigurata con una sola testa - forse quella immortale.)
L'Idra viveva in una palude vicino alla città di Lerna e da quella di tanto in tanto faceva delle sortite nelle pianure vicine, per divorare bestiame e devastare le campagne. Sia il fiato che l'odore che si lasciava dietro erano ritenuti talmente velenosi che chiunque li respirasse moriva tra atroci sofferenze.
Eracle raggiunse il nascondiglio dell'Idra sul suo carro e lo colpì con frecce infuocate per costringerla a uscire allo scoperto, dove l'affrontò. L'Idra gli si avvolse intorno a una gamba; con il bastone Eracle le sfondò le teste, che però, appena distrutte, ricrescevano immediatamente in numero doppio. Ad accrescere le preoccupazioni dell'eroe, un granchio saltò fuori dalla palude e l'attaccò al piede che aveva libero, ma Eracle lo schiacciò uccidendolo. Il granchio è commemorato nella costellazione del Cancro.
Eracle chiese aiuto al suo cocchiere Iolao, che bruciò il moncone di ciascuna testa non appena Eracle la mozzava per evitare che ne crescessero altre al suo posto. Alla fine Eracle tagliò la testa immortale dell'Idra e la seppellì sotto una pietra enorme al lato della strada. Tagliò per lungo il corpo della bestia e immerse le sue frecce in quel fiele velenoso.
Una seconda leggenda associa l'Idra Femmina alla costellazione del Corvo e del Cratere (Tazza) che si trova alle sue spalle. Secondo questa storia, il corvo fu mandato da Apollo a prendere acqua con la tazza, ma quello si attardò a mangiare fichi. Quando finalmente ritornò da Apollo diede la colpa del suo ritardo all'idra che, a sentire lui, aveva bloccato la sorgente. Ma Apollo sapeva che il corvo stava mentendo, e lo punì piazzandolo in cielo in una posizione in cui l'idra gli impedisce per l'eternità di bere dalla tazza.